# Кастро, Рауль
Рау́ль Моде́сто Ка́стро Рус (исп. Raúl Modesto Castro Ruz; род. 3 июня 1931, Биран, Куба) — кубинский революционер, военный, государственный и политический деятель. С 24 февраля 2008 года по 19 апреля 2018 года — глава государства, правительства и Верховный главнокомандующий Вооружёнными силами Кубы; с 19 апреля 2011 года по 19 апреля 2021 года — лидер правящей Коммунистической партии страны. Генерал армии (1976).
Младший брат и соратник лидера Кубы Фиделя Кастро, Рауль участвовал в кубинской революции 1959 года, после победы которой стал военным министром Кубы, занимая этот пост в течение 50 лет. В 1965 году стал заместителем брата на посту главы правящей партии, в 1976 году — его заместителем на посту председателя высшего исполнительного органа — Государственного совета. 31 июля 2006 года фактически взял на себя руководство Кубой, после того как брат передал ему исполнение обязанностей на своих ключевых постах.

## Биография
Рауль Кастро родился 3 июня 1931 года в провинции Орьенте в семье крупного землевладельца Анхеля Кастро Аргиса. Мать, Лина Рус Гонсалес, была кухаркой в поместье отца. Она родила Анхелю Кастро пятерых детей, прежде чем он на ней женился. Хотя родители Кастро были неграмотными, они постарались дать хорошее образование своим детям. Рауль окончил иезуитский колледж, но не получил диплома об окончании колледжа. Учился в Гаванском университете и окончил факультет права. С юношеских лет активно участвовал в молодёжном движении: был членом Союза социалистической молодёжи, принимал активное участие в борьбе против диктатуры Фульхенсио Батисты.

## Революционер

Рауль Кастро, Фидель Кастро и лидер Эфиопии Менгисту Хайле Мариам. 1975 год

Хотя при режиме Батисты экономическое положение Кубы было лучше, чем в других развивающихся странах этого региона, основная масса населения жила в условиях полной нищеты. Рауль Кастро и его брат Фидель находились в числе тех, кто желал коренным образом изменить ситуацию в стране и сделать так, чтобы природные богатства Кубы принадлежали кубинскому народу и только жители Кубы имели право решать, как ими распоряжаться. Накануне свержения режима Батисты Рауль и Фидель Кастро вступили в так называемую «Ортодоксальную» партию, в надежде, что именно она возглавит борьбу против диктатора. Однако лидеры партии проявляли крайнюю нерешительность. Поняв это, Фидель, Рауль и несколько десятков молодых кубинцев решили действовать самостоятельно. В июле 1953 года с группой молодых революционеров во главе со своим братом Фиделем Рауль Кастро участвовал в штурме казармы Монкада в городе Сантьяго-де-Куба. Во время неудачного штурма Монкады Рауль собственноручно пленил офицера армии Батисты, чем спас жизнь своему отряду повстанцев. Вот как об этом рассказал Фидель Кастро:
«Когда патруль ворвался в здание суда в Сантьяго-де-Куба и арестовал их группу, если бы Рауль не сделал того, что он сделал в тот момент, то его бы давно уже не было в живых. Он вырвал пистолет у начальника патруля и сам сумел взять в плен патруль, который арестовал его товарищей. Если бы он этого не сделал, через несколько часов они были бы убиты в Монкаде».

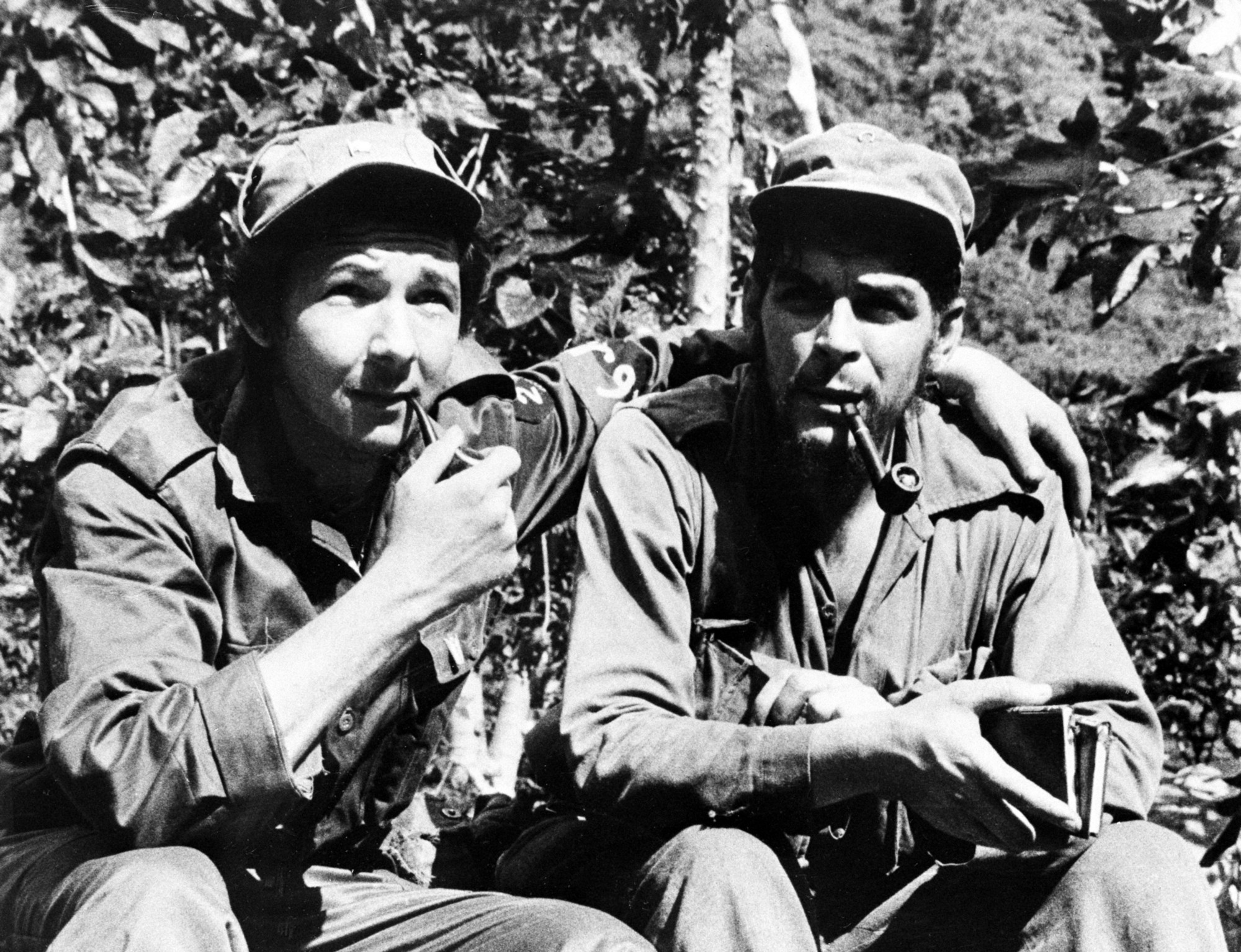
Рауль Кастро с Эрнесто Че Геварой в горах Сьерра-дель Кристаль к югу от Гаваны. 1958 год

После провала штурма Монкады, Рауль скрылся. Он решил пешком дойти до посёлка Биран, где располагалось поместье отца. Рауль сумел уйти далеко от Сантьяго, но спустя три дня его арестовали на пересечении дорог около местечка Сан Луис. Полиции он назвался другим именем и утверждал, что был на карнавальных праздниках, но один случайный посетитель опознал его. За участие в штурме казарм Монкада Рауль Кастро был приговорён к 15 годам тюремного заключения. В 1955 году был амнистирован и вскоре эмигрировал в Мексику.
В 1956 году кубинские революционеры высадились на Кубе и начали вооружённую борьбу против режима Батисты. В период 1957—1958 годах вооружённые повстанческие отряды, используя тактику партизанской борьбы, провели несколько крупных и десятки мелких операций. Тогда же партизанские отряды были преобразованы в Повстанческую армию, главнокомандующим которой стал Фидель Кастро. По его приказу в начале 1958 года Рауль Кастро, произведённый в звание команданте, с 50 бойцами совершил смелый переход по контролируемой правительственными войсками территории из Сьерра-Маэстра в горы Сьерра-дель-Кристаль, где вскоре был организован второй лагерь кубинских революционеров.

## Политическая деятельность
После победы Кубинской революции и свержения диктатуры Батисты в январе 1959 года Рауль Кастро принимал участие в укреплении революционной власти в стране, возглавлял военную и гражданскую администрацию в провинции Орьенте. Был одним из руководителей Объединённых революционных организаций, а затем Единой партии социалистической революции с момента её создания. С февраля 1959 года Рауль Кастро — Главнокомандующий вооружёнными силами, с октября 1959 года — министр Революционных вооружённых сил Республики Куба.
В 1961 году он стал заместителем председателя Центрального Совета планирования.
В 1962—1963 годах — второй секретарь Национального руководства Объединённых революционных организаций (ОРО), с 1963 по 1965 год — второй секретарь Национального руководства Единой партии социалистической революции Кубы (ЕПСРК).
С октября 1965 года — член ЦК, член Политбюро ЦК, второй секретарь ЦК Компартии Кубы, председатель Комиссии ЦК КПК по вопросам Революционных вооружённых сил и государственной безопасности.
С 1962 года — заместитель, с 1972 года — первый заместитель премьер-министра Революционного правительства Республики Куба. С декабря 1976 года — первый заместитель председателя Государственного совета и Совета Министров Республики Куба, депутат Национальной ассамблеи народной власти Республики Куба.
Под его руководством Революционные вооружённые силы Кубы стали одной из самых грозных военных сил в третьем мире, с опытом военных действий в Африке — в 1987 году они разбили южноафриканскую армию в Анголе. С крушением социалистического лагеря Куба оказалась в глубочайшем экономическом кризисе. Тогда Рауль Кастро значительно сократил численность армии. Он ввёл западные методы управления с тем, чтобы сделать армию самоокупающейся.
С именем Рауля связывают случившееся в последние 15 лет стремительное вхождение Кубы в мировое рыночное пространство. В начале 1990-х годов, в условиях двойной блокады, этот рыночный рывок спас Кубу от неминуемого экономического коллапса. Пакет экономических законов 1992—1996 годов обеспечил децентрализацию экономики на всех уровнях и перенёс ответственность за её развитие на хозяйственные центры. В стране появились сельскохозяйственные и промышленные парки, зоны свободной торговли, частные и государственные рынки. Именно по его инициативе на Кубе были разрешены рынки для продажи излишков сельхозпродукции, и именно ему принадлежит известная фраза: «Для страны важнее хлеб, чем пушки».

## Преемник
Фидель Кастро в последние годы неоднократно говорил, что намерен передать бразды правления младшему брату. На пятом съезде Коммунистической партии Кубы (октябрь 1997) Фидель Кастро впервые назвал Рауля своим преемником: «В лице Рауля мы имеем человека, способного заменить любого из нас, и особенно меня», — заявил Фидель. В 2001 году Фидель на митинге в Гаване (там он потерял сознание) вновь назвал Рауля своим преемником. По мнению Фиделя Кастро, «Рауль лучше всех подготовлен и обладает наибольшим опытом».
31 июля 2006 года Фидель Кастро сложил с себя властные полномочия в связи со своей госпитализацией. Исполняющим обязанности лидера Кубы в связи с тяжелой болезнью Фиделя Кастро, а затем в связи с его отказом возглавить Государственный совет, стал Рауль Кастро. С тех пор Фидель не показывался на публике и ни разу не принимал участие ни в одном публичном мероприятии, включая первомайскую демонстрацию и День революции. Вместо Фиделя на них присутствовал его брат Рауль. В последние месяцы своего правления Фидель Кастро неоднократно давал понять, что может уйти в отставку, однако напрямую об этом не заявлял. В частности, в декабре 2007 года в обращении к парламенту он отметил, что был привязан к власти, но жизнь изменила его взгляды. В том же послании старший Кастро призвал народ поддержать его брата Рауля.
19 апреля 2011 года на VI съезде Компартии Кубы был избран Первым секретарём ЦК КПК, а 19 апреля 2016 года на VII съезде партии переизбран на второй срок. 19 апреля 2021 года на VIII съезде партии объявил о своей отставке.

## Глава государства

### Внутренняя политика
24 февраля 2008 года парламент Кубы с результатом в 97,7 % голосов избрал Рауля Кастро новым председателем Государственного совета Кубы (глава государства). В своём первом выступлении Рауль Кастро сказал:
«Я принимаю на себя всю возложенную вами ответственность. Однако я убеждён, что Главнокомандующим кубинской Революции есть и будет только один человек. Фидель — это Фидель. Все мы прекрасно знаем, что Фиделя нам не сможет заменить никто.»
Кроме того Рауль Кастро обратился к ассамблее с просьбой консультироваться по вопросам особой важности с Фиделем Кастро: «Я прошу у Национальной ассамблеи права советоваться в вопросах обороны, международной политики и экономики с лидером нашей Революции — Фиделем Кастро Рус». Первым, что сделал Рауль — это объявил о предстоящей административной реформе и сокращении в госструктурах страны. Это необходимо «для обеспечения их более эффективной деятельности», заявил он. По его мнению, это позволит «сократить чрезмерное количество собраний, организационных формальностей» и «более централизованно» принимать решения по важнейшим экономическим вопросам.
Рауль Кастро в первые месяцы у власти провёл ряд мер по либерализации жизни страны. В частности, был снят запрет на использование мобильных телефонов и микроволновых печей, формально позволен всем гражданам Интернет. Кубинцам разрешили останавливаться в гостиницах, брать напрокат машины. В сельском хозяйстве страны государство провело реформу, позволяющую фермерам самим решать, как использовать свою землю, какие посевы сажать и что закупать. Куба подписала Международный пакт о гражданских и политических правах и Международный пакт об экономических, социальных и культурных правах. Разрешена приватизация (но не перепродажа) государственного жилья.
В феврале 2013 года был переизбран на второй пятилетний срок председателем Государственного совета Кубы. Его заместителем стал бывший министр высшего образования Мигель Диас-Канель Бермудес.
По инициативе Рауля Кастро на Кубе появился запрет госслужащим, в том числе и президенту, занимать один пост два срока подряд. Сам Рауль Кастро уже объявил, что на третий срок идти не намерен. Выступая на закрытии заседания, Р. Кастро подчеркнул, что факт его избрания не нацелен на реализацию на Кубе идей капитализма и отказ от революции, но, напротив, призван обеспечить защиту, сохранение и укрепление социалистической идеологии.

### Внешняя политика
10 декабря 2013 года Рауль встретился с президентом США Бараком Обамой и пожал ему руку на похоронной процессии Нельсона Манделы.

## Личная жизнь
В годы борьбы с режимом Батисты в лагере повстанцев в горах Сьерра-Маэстра Рауль Кастро познакомился с Вильмой Эспин, дочерью одного из управляющих компании-производителя рома Bacardi, которая также включилась в революционную борьбу. Они поженились 26 января 1959 года в Гаване после падения режима Батисты. От этого брака родились четверо детей — три дочери (в их числе Мариэла Кастро) и сын. Несколько десятилетий Вильма фактически исполняла роль Первой леди Кубы.

## Награды

### Куба
- Герой Республики Куба (1998)
- Орден Максимо Гомеса (I и II степеней)
- Орден Камило Сьенфуэгоса
- Орден «Боец Освободительной войны»
- «Боец освободительной войны»
- «Боец подпольной борьбы»
- «Элисио Реиас»
- «Братство по оружию»

### Иностранные государства
- Орден Ленина (1979, СССР)
- Орден Октябрьской Революции (2 июня 1981 года, СССР) — за большой вклад в развитие и укрепление дружественных отношений между Вооружёнными силами СССР и Революционными вооружёнными силами Республики Куба и в связи с пятидесятилетием со дня рождения[29]
- Медаль «В ознаменование 100-летия со дня рождения Владимира Ильича Ленина» (1970)
- Орден Дружбы (19 июля 2001 года, Россия) — за большой вклад в развитие и укрепление российско-кубинских дружественных отношений[30]
- Орден князя Ярослава Мудрого I степени (26 марта 2010 года, Украина) — за весомый личный вклад в развитие украинско-кубинского сотрудничества[31]
- Орден Дружбы (18 сентября 2019 года, Китай)
- Орден Золотой Звезды (2018, Вьетнам)[32].

### Общественные и религиозные награды
- Орден святого благоверного князя Даниила Московского первой степени Русской Православной церкви (19 октября 2008, за помощь в строительстве Казанского православного храма в городе Гаване)[33][34].

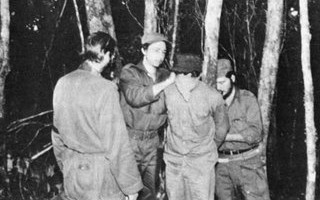
Рауль Кастро исполняет казнь человека, обвинённого в шпионаже, 1958 год
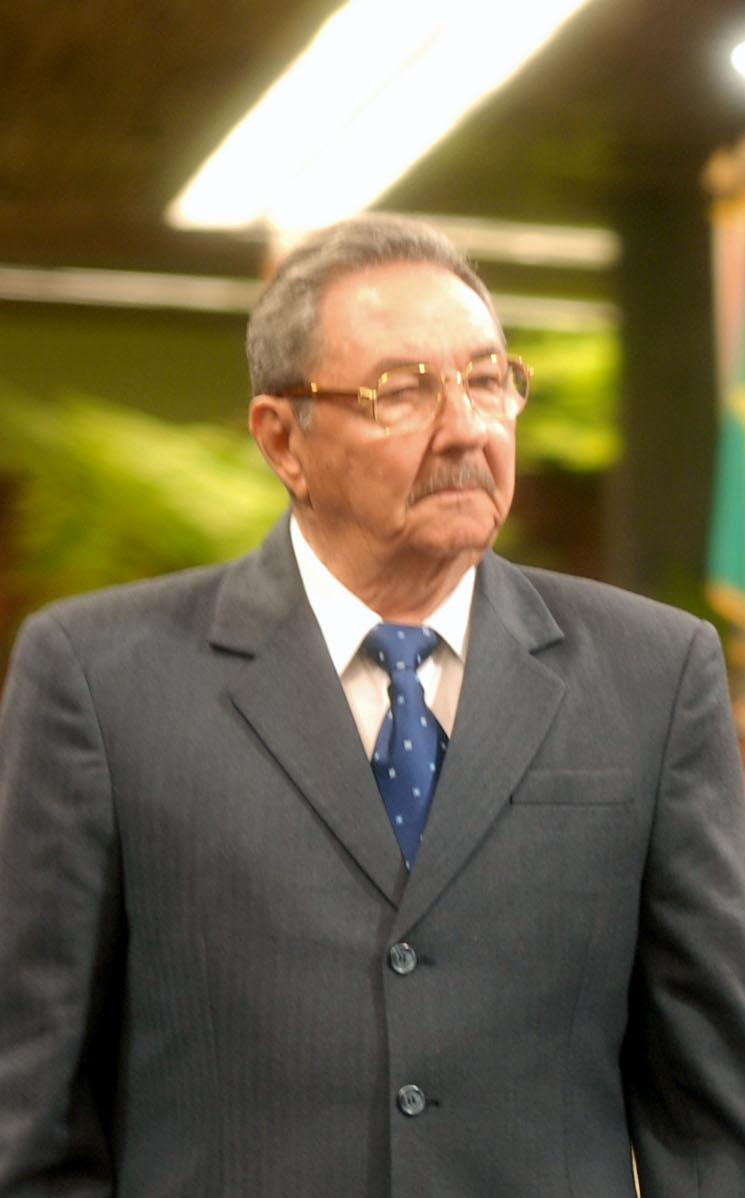
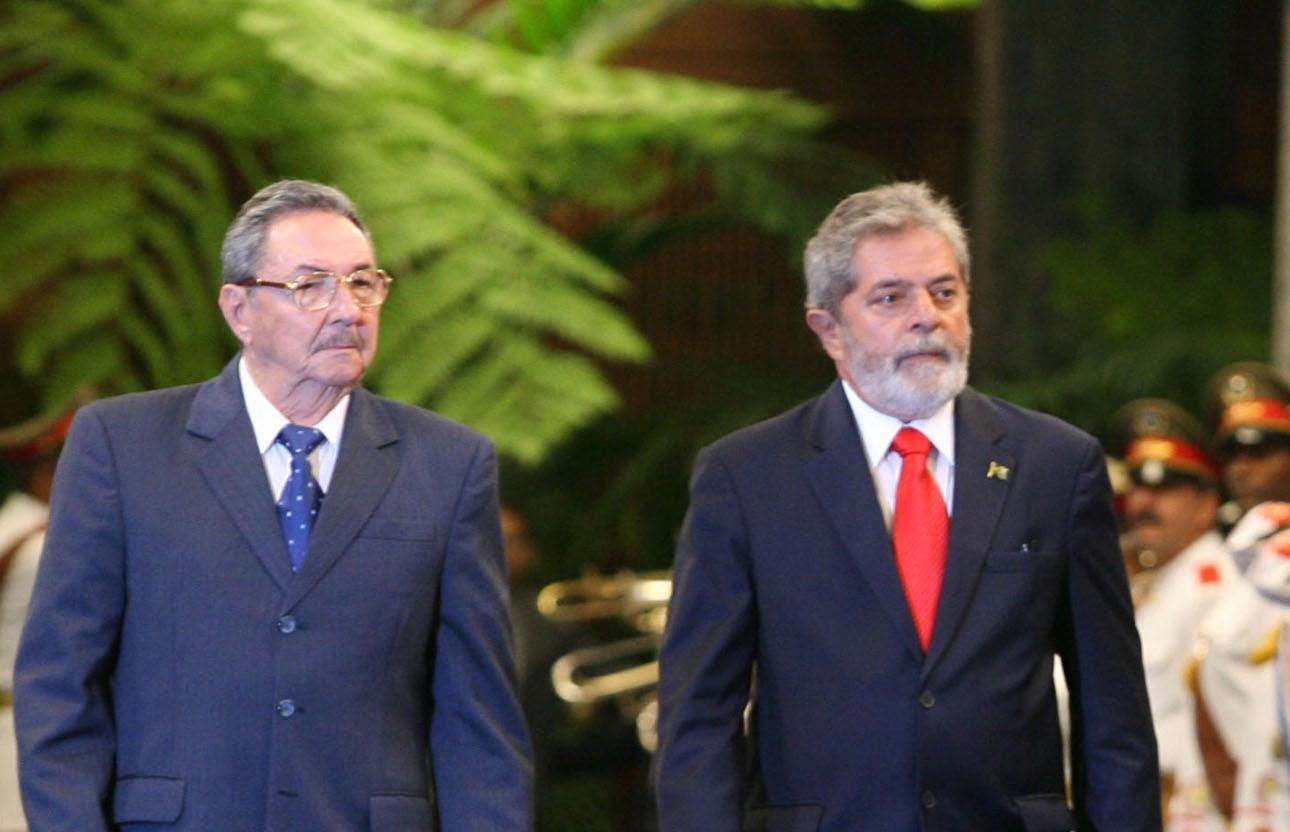
Рауль Кастро и президент Бразилии Лула да Силва
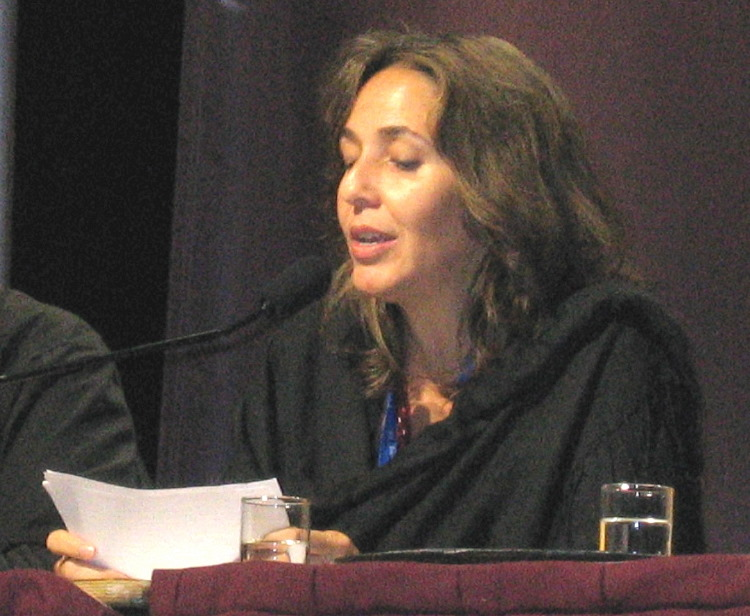
Мариэла Кастро Эспин, дочь Рауля Кастро
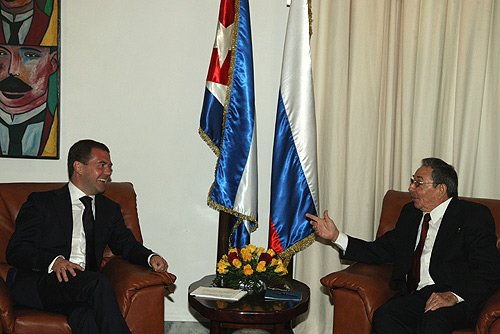
встреча Рауля Кастро и Дмитрия Медведева